# Dedicated Short Range Communication
DSRC ist eine Abkürzung für Dedicated Short Range Communication und betrifft die Kommunikation von Fahrzeugen untereinander, ohne Beteiligung der Fahrer. DSRC ist eine Variante von Car2x. Die andere beschäftigt sich nicht mit kurzen Distanzen, sondern lässt Fahrzeuge weiträumiger miteinander Daten austauschen.
DSRC gibt es in drei Ausprägungen:
1. die europäische Version gemäß den Normen von CEN und ETSI, dies ist im engeren Sinn DSRC[1];
2. die amerikanische Version als Grundlage des Protokollstapels WAVE;
3. die japanische Version.

Beim europäischen DSRC handelt es sich um eine semi-passive Transpondertechnik mit sehr kleiner Kommunikationszone, die in Europa die De-facto-Norm für elektronische Mauterhebung darstellt. DSRC wurde auch außerhalb Europas als nationale Norm für Mauterhebung und Zugangskontrolle implementiert.
Es handelt sich bei WAVE um eine Funktechnik für ein sogenanntes Fahrzeug-Ad-hoc-Netz (VANET, Vehicular Adhoc NETworking). Dies ist eine automatische Fahrzeug-Fahrzeug- oder auch Fahrzeug-Baken-Kommunikation. Baken sind Sendestationen am Straßenrand.
Das Entscheidende an dieser Technik ist die Möglichkeit, in der Kommunikation jedes Fahrzeug zu identifizieren und jeden Link genau einem Fahrzeug oder einem Fahrzeugpaar oder -tupel in gleicher Spur zuzuordnen. Ersteres wird zum Beispiel bei der Mauterfassung verwendet. Letzteres ist bedeutsam für die Kollisionsverhinderung.

## Anwendungen
Die Fahrzeug-Fahrzeug-Kommunikation soll zur Kollisionsverhütung eingesetzt werden.
Mit der Fahrzeug-Baken-Kommunikation können Staumeldungen und Navigationsdaten übertragen werden. Mobile Nachrichten- und Unterhaltungsdienste sind auch denkbar. Eine wesentliche Anwendung ist jedoch die Mauterfassung (z. B. in Italien, Österreich und Frankreich).
Die Firma Efkon hat für die deutsche Maut DSRC auf Infrarotbasis umgesetzt. Digitale Tachographen der zweiten Generation (seit Juni 2019) verfügen über eine DSRC-Schnittstelle. Damit ist es einer kontrollierenden Behörde möglich, bestimmte Daten auszulesen, ohne das Fahrzeug anhalten zu müssen.
Kooperative Anwendungen zur Kollisionsverhinderung sind bisher nicht einsatz- oder marktfähig.

## Standardisierung und Regulierung
Die Europäische Norm EN 12253 für µWave-DSRC der Arbeitsgruppe CEN TC278 spezifiziert 5,8 GHz im ISM-Band mit max. 2 Watt Sendeleistung EIRP zur Bemautung.
Die US-amerikanische Federal Communications Commission hat im Oktober 1999 im Frequenzbereich um 5,9 GHz eine Bandbreite von 75 MHz für DSRC ausgewiesen. 2008 wurde mit der Norm ETSI EN 302 571 auch in Europa ein Frequenzbereich um 5,9 GHz vorgesehen.